# Kánya
Kánya är en ort (by) i provinsen Somogy i Ungern. Orten hade 390 invånare (2019).